# Odynerus mimeticus
Odynerus mimeticus är en stekelart som beskrevs av Schulthess. Odynerus mimeticus ingår i släktet lergetingar, och familjen Eumenidae. Inga underarter finns listade i Catalogue of Life.